# Cocanha
Cocanha est un groupe de chant polyphonique à danser, basé à Toulouse. Ses membres sont Caroline Dufau et Lila Fraysse, toutes les deux au chant et aux percussions, accompagnées de Sanz Grosclaude pour la sonorisation des concerts. Elles arrangent et composent leur musique à partir du répertoire traditionnel occitan.
Elles accompagnent leurs voix de tambourins à cordes pyrénéens, de planches de bois sonorisées pour la podorythmie, et de claquements de mains. Elles réalisent elles-mêmes la plupart de leurs clips-vidéos, en collaboration avec Amic Bedel de Piget Films.

## Biographie
Cocanha est fondé à Toulouse en 2014 à l'initiative de Caroline Dufau et Lila Fraysse, toutes deux membres du collectif Dètz, laboratoire audiovisuel occitan. Désireuses de chanter en polyphonie à trois voix, elles sont d'abord rejointes par Gemma Cuni-Vidal jusqu'à l'automne 2014. Au départ de Gemma, Lolita Delmonteil-Ayral rejoint le trio. Le premier EP Cinc cants polifonics a dançar, enregistré par Matèu Baudoin du groupe Artús, sort en mai 2015. L'EP est intégré au catalogue du label Pagans courant 2016. Pagans co-produit l'album I ès ? qui sort en avril 2017.
Après 3 ans d'aventure, Lolita Delmonteil-Ayral passe le relais à Maud Herrera. A l'été 2017, le trio Cocanha entre dans la compagnie artistique radicale de Gascogne Hartbrut (fondée par le groupe Artús et dont émane le label Pagans). S'ensuit la création d'un nouveau répertoire. En 2019, Cocanha fait appel au producteur et compositeur catalan Raül Refree. La collaboration aboutit à l’enregistrement du troisième disque de Cocanha, avec une sortie en février 2020.
En 2019, Cocanha crée la compagnie Dardalh, basée à Toulouse et partenaire d'Hartbrut.
À l'été 2020, Cocanha revient à sa formation d'origine, le duo. Lila Fraysse et Caroline Dufau ré-arrangent le répertoire de Puput pour le présenter sur scène.
Elles se sont produites sur de nombreuses scènes en France et en Europe : Les Vieilles Charrues, Les Suds à Arles, le TAP de Poitiers, l’Astrada à Marciac, Festival Convivencia, Fira Mediterrània de Manresa, Buskers Bern Festival (Suisse), Urban Rituals - Brigittines à Bruxelles (Belgique), No Border...

## Discographie

### EP
- 2015 : Cinc cants polifonics a dançar (Pagans). EP de 5 titres, enregistré en janvier 2015 à Lucq-de-Béarn par Matèu Baudoin aidé de Nicolas Godin, mixé par Sanz Grosclaude, masterisé par Fabien Salabert “Les Hauts Plateaux”.

### Albums
- 2017 : I ès ? (Pagans). Album enregistré à l'automne 2016 par Benjamin Rouyer à la Ferronnerie, mixé par Manu Clémenceau, masterisé par Fabien Salabert “Les Hauts Plateaux”.

- 2020 : Puput (Pagans). Album enregistrée en juin et juillet 2019 au studio La Casa Murada (Catalogne), produit par Raül Refree. Masterisé par Alexis Psaroudakis.

## Collaborations
En 2017 et 2018, Cocanha collabore avec Julen Achiary et Fawzi Berger, ils montent ensemble le projet Cocanhako. Ces deux musiciens sont présents sur le titre Se sabiatz / Que son aüros de l'album I ès ?.
En 2020, Cocanha rencontre le duo Sec et monte le nouveau groupe Tust.
En 2021, elles collaborent avec la chorégraphe Kaori Ito, qui sera leur regard extérieur pour la scénographie du concert Puput.
En 2022, elles sont sollicitées pour participer à une création autour de la mémoire des ouvrières de l’usine textile de la Fabra i Coats à Barcelone avec les duos Los Sara Fontán et Tarta Relena.
En 2022, aux côtés du compositeur Amine Bouhafa, elles contribuent à la composition de la bande originale du documentaire Polaris réalisé par Ainara Vera et produit par Point du Jour - Les films du Balibari.

## Compilations et autres publications
En 2017, leur titre Dempuèi Auriac apparaît dans la compilations Pays Vaincus de la Souterraine.
En 2018, la série télévisée espagnole Monteperdido diffusée sur TV3 utilise les titres de l'album I ès ?, de l'EP Cinc cants polifonics a dançar ainsi qu'une captation live La vesina filmée à Barcelone en 2015 par Criocrea.
En 2019, Cocanha enregistre une reprise de Black du groupe UTO, intitulée Negre. Cocanha répond également à l'invitation du groupe de noise toulousain Sec, qui propose à plusieurs groupes de créer un morceau pour l'album L'aventure complète de Georges Gallamus.